# أميودارون
أميودارون (بالإنجليزية: Amiodarone)‏ من المركبات الحاصرة لقناة البوتاسيوم.

## الصيغة الكيميائية
C25H30ClI2NO3

## الوصف
يستعمل بشكل أميودارون هدروكلوريد، وهو مسحوق بلوري أبيض ضعيف الانحلال بالماء، ينحل بالميتانول والإيتانول.

## التأثير الدوائي
هو من حاصرات قناة الصوديوم وحاصرات قناة البوتاسيوم، وحاصرات ألفا وبيتا الودية، وحاصر ضعيف لقناة الكالسيوم. ينقص ضربات القلب، يطيل فعل الكمون وفترة العصيان.

## الاستعمال
- حالات اضطراب النظم البطيني وفوق البطيني، المهددة للحياة.
- له تأثير مضاد لاحتشاء العضلة القلبية. ولكن سميته وبطء بدء تأثيره ونصف عمره الحيوي الطويل حد من استخدامه. وبالتالي فهو الخيار الأخير.

## الآثار الجانبية
- انخفاض الضغط.
- اضطرابات كبدية.
- اضطرابات الغدة الدرقية (لوجود يود في بنيته).
- اضطرابات رئوية (ألم تنفسي-سعال).
- اضطرابات بصرية (هالات ضوئية-غباشة في الرؤية-التهابات في العين).
- تسممات عصبية (عدم توازن-تغير في المشي-رعاش-خدران في أصابع اليد والقدمين-دوخة).

## تحذيرات
يوقف عمل العقدة الجيبية الأذينية

## التداخلات الدوائية
يثبط استقلاب الأدوية التي تطرح عن طريق أكسدتها بالأنزيمات المؤكسدة الكبدية.

## طرق الإيتاء
يطرح بشكل بطيء جداً من الجسم لأن له نصف عمر حيوي طويل 25-30 يوم بعد جرعة فموية مما يزيد من سميته، ويعتبر هو الدواء الأخير في العلاج. تستغرق بداية ظهور تأثيره عدة أيام، وتحتاج لعدة أسابيع للوصول لذروة التأثير.

## الجرعة
- 800-1600 ملغ/يوم جرعة فموية.
- 720-1000 ملغ حقن وريدي.

أو 5 ملغ \ كغ .

## المقايسة
باستخدام هدروكسيد الصوديوم 0.1 مول لعينة منحلة بمزيج حمض كلور الماء 0.01 مول والكحول، تحدد نهاية المقايسة بواسطة مقياس فرق الكمون.